# Скокови у воду на Летњим олимпијским играма 2012.
Надметања у скоковима у воду на Летњим олимпијским играма 2012. се одржало од недеље 29. јула до суботе 11. августа 2012. године у Центру за водене спортове у Лондону. Очекује се учешће укупно 136 такмичара у обе конкуренције (по 68 скакача у мушкој и женској конкуренцији).
Такмичења ће се одвијати у оквиру 8 дисциплина. Скокови са даске (висина 3 метра) за мушкарце и жене појединачно и синхронизовано у паровима, те скокови са торња (висина 10 метара) појединачно и синхронизовано у обе категорије.

## Квалификације
У појединачној конкуренцији учествоваће по 34 скакача у свакој дисциплини (укупно 68 мушкараца и 68 жена), док ће у синхронизованим скоковима право учешћа имати по 8 парова у свакој од 4 дисциплине (укупно по 16 парова у обе конкуренције). Сваки НОК има право на по два такмичара максимално у појединачним скоковима, те на по један пар по дисциплини у синхронизованим скоковима.
У појединачној конкуренцији визе за такмичење ће обезбедити 5 континенталних шампиона (Европа, Азија, Африка, Пан Америка и Океанија), 12 финалиста са светског првенства у воденим спортовима 2011. године, док ће преостала места бити попуњена на такмичењу светског купа у Лондону 2012. године.
У синхронизованим скоковима учесници ће бити 3 најбоља тима са светског првенства 2011. и 4 најбоља пара са светског купа 2012. док ће једно место припасти директно домаћину игара (укупно 8 парова по дисциплини).
| Држава                    | Синхронизовани скокови | Синхронизовани скокови | Синхронизовани скокови | Синхронизовани скокови | Појединачни скокови | Појединачни скокови | Појединачни скокови | Појединачни скокови | Укупно     | Укупно    |
| Држава                    | Мушки 3 м              | Мушки 10 м             | Жене 3 м               | Жене 10 м              | Мушки 3 м           | Мушки 10 м          | Жене 3 м            | Жене 10 м           | Број квота | Такмичара |
| ------------------------- | ---------------------- | ---------------------- | ---------------------- | ---------------------- | ------------------- | ------------------- | ------------------- | ------------------- | ---------- | --------- |
| Аустралија                |                        |                        | X                      | X                      |                     |                     | 1                   | 1                   | 4          | 6         |
| Канада                    |                        |                        | X                      |                        |                     | 1                   | 2                   | 2                   | 6          | 7         |
| Кина                      | X                      | X                      | X                      | X                      | 2                   | 2                   | 2                   | 2                   | 12         | 16        |
| Француска                 |                        |                        |                        |                        | 1                   |                     |                     |                     | 1          | 1         |
| Немачка                   |                        | X                      |                        | X                      | 1                   | 1                   | 1                   | 1                   | 7          | 8         |
| Уједињено Краљевство      | X                      | X                      | X                      | X                      | 1                   | 2                   |                     | 1                   | 8          | 12        |
| Италија                   |                        |                        |                        |                        |                     |                     | 1                   | 1                   | 2          | 2         |
| Малезија                  |                        |                        |                        |                        | 1                   |                     |                     | 1                   | 2          | 4         |
| Мексико                   | X                      |                        |                        |                        | 2                   | 1                   | 1                   | 1                   | 6          | 7         |
| Русија                    | X                      |                        |                        |                        | 2                   | 1                   | 1                   | 1                   | 6          | 7         |
| Шпанија                   |                        |                        |                        |                        | 1                   |                     |                     |                     | 1          | 2         |
| Шведска                   |                        |                        |                        |                        |                     |                     | 1                   |                     | 1          | 2         |
| Украјина                  |                        | X                      |                        |                        | 1                   | 2                   | 1                   | 1                   | 6          | 7         |
| Сједињене Америчке Државе |                        |                        |                        |                        | 1                   | 2                   | 2                   | 1                   | 6          | 6         |
| Укупно: 14 НОК            | 4/8                    | 4/8                    | 4/8                    | 4/8                    | 13/34               | 12/34               | 13/34               | 13/34               |            | 136       |

## Мушкарци
| Дисциплина                |                                           |                                            |                                                               |
| 3 м даска                 | Иља Захаров · Русија                      | Ћин Кај · Кина                             | Хе Чунг · Кина                                                |
| 10 м торањ                | Дејвид Бодаја · Сједињене Америчке Државе | Ћу Бо · Кина                               | Том Дејли · Уједињено Краљевство                              |
| Синхронизовано 3 м даска  | Луо Јутунг · и Ћин Кај · Кина             | Иља Захаров · и Јевгениј Кузњецов · Русија | Трој Думе · и Кристијан Ипсен · Сједињене Америчке Државе     |
| Синхронизовано 10 м торањ | Цао Јуен · и Џанг Јанћуен · Кина          | Иван Гарсија · и Херман Санчез · Мексико   | Дејвид Бодаја · и Николас Макрори · Сједињене Америчке Државе |

## Жене
| Дисциплина                |                                |                                                               |                                         |
| 3 м даска                 | Ву Минсја · Кина               | Хе Ци · Кина                                                  | Лаура Санчез · Мексико                  |
| 10 м торањ                | Чен Жуолин · Кина              | Бритни Бробен · Аустралија                                    | Панделела Ринонг · Малезија             |
| Синхронизовано 3 м даска  | Хе Ци · и Ву Минсја · Кина     | Келси Брајант · и Абигејл Џонстон · Сједињене Америчке Државе | Џенифер Абел · и Емили Еман · Канада    |
| Синхронизовано 10 м торањ | Чен Жуолин · и Ванг Хао · Кина | Паола Еспиноса · и Александра Ороско · Мексико                | Меган Бенфето · и Розелин Фиљо · Канада |

## Биланс медаља
| Позиција   | Држава                    | Злато | Сребро | Бронза | Укупно |
| ---------- | ------------------------- | ----- | ------ | ------ | ------ |
| 1          | Кина                      | 6     | 3      | 1      | 10     |
| 2          | Сједињене Америчке Државе | 1     | 1      | 2      | 4      |
| 3          | Русија                    | 1     | 1      | 0      | 2      |
| 4          | Мексико                   | 0     | 2      | 1      | 3      |
| 5          | Аустралија                | 0     | 1      | 0      | 1      |
| 6          | Канада                    | 0     | 0      | 2      | 2      |
| 7          | Малезија                  | 0     | 0      | 1      | 1      |
| 7          | Уједињено Краљевство      | 0     | 0      | 1      | 1      |
| Укупно (8) | Укупно (8)                | 8     | 8      | 8      | 24     |